# مارجولین بیومر
مارجولین بیومر (هلندی: Marjolein Beumer؛ زادهٔ ۲۷ اکتبر ۱۹۶۶) هنرپیشه اهل هلند است.